# Tākaka Hill Saddle
Der Tākaka Hill Saddle ist ein 805 m hoher Pass in der Region Tasman auf der Südinsel Neuseelands.

## Geographie
Der Pass liegt im Norden der Wharepapa / Arthur Range, welche nach Osten hin an der Küste der Tasman Bay / Te Tai-o-Aorere endet. Hierhin entwässern die auf der Ostseite des Passes quellenden Flüsse und Bäche, wie der Riuwaka River. An der Westseite führt der Tākaka River das Wasser nach Norden zur Golden Bay / Mohua ab. Das Flusstal trennt den Gebirgszug von den Tasman Mountains im Westen. Über den Pass führt der New Zealand State Highway 60, der Tākaka im Nordwesten mit Motueka im Südosten verbindet. Damit stellt der SH 60 die einzige Straße dar, die zur Nordwestspitze der Südinsel Neuseelands führt. Große Teile der in diesem Bereich liegenden Tasman Mountains sind Teil des Kahurangi-Nationalparks. Nördlich des Sattels befindet sich der Abel-Tasman-Nationalpark.